# Utenbach (Saksen-Anhalt)
Utenbach is een plaats en voormalige gemeente in de Duitse deelstaat Saksen-Anhalt, en maakt deel uit van de Landkreis Burgenlandkreis.
Utenbach telt 143 inwoners.